# Famille Spinola
Pour les articles homonymes, voir Spinola.
 (juillet 2024).
Si vous disposez d'ouvrages ou d'articles de référence ou si vous connaissez des sites web de qualité traitant du thème abordé ici, merci de compléter l'article en donnant les références utiles à sa vérifiabilité et en les liant à la section « Notes et références ».
La famille Spinola est une grande famille génoise, l'une des quatre familles de noblesse féodale les plus importantes de la république de Gênes, avec les Grimaldi, les Doria et les Fieschi, notamment dans les premiers temps. Elle construit sa richesse par le commerce, les finances et l'acquisition de terres. À la fin du XIIIe siècle, ses membres sont sans doute près de devenir les seigneurs héréditaires de Gênes.
La famille se divise en différents rameaux et nombre de ses membres possèdent des fiefs impériaux. Après la réforme de 1528, elle est la famille qui donne le plus de doges pour deux ans (11), à égalité avec les Grimaldi.

## Armoiries
D'or à une fasce échiquetée de trois traits d'argent et de gueules, surmonté d'un espile (ou robinet, en italien spina di botte) de gueules en pal fiché dans la fasce.
La branche française d'Aix-en-Provence porte d'or à une fasce échiquetée de trois traits d'argent et de gueules, surmonté d'un espile en forme de fleur de lys de gueules fichée dans la fasce.

Armoirie de la branche principale
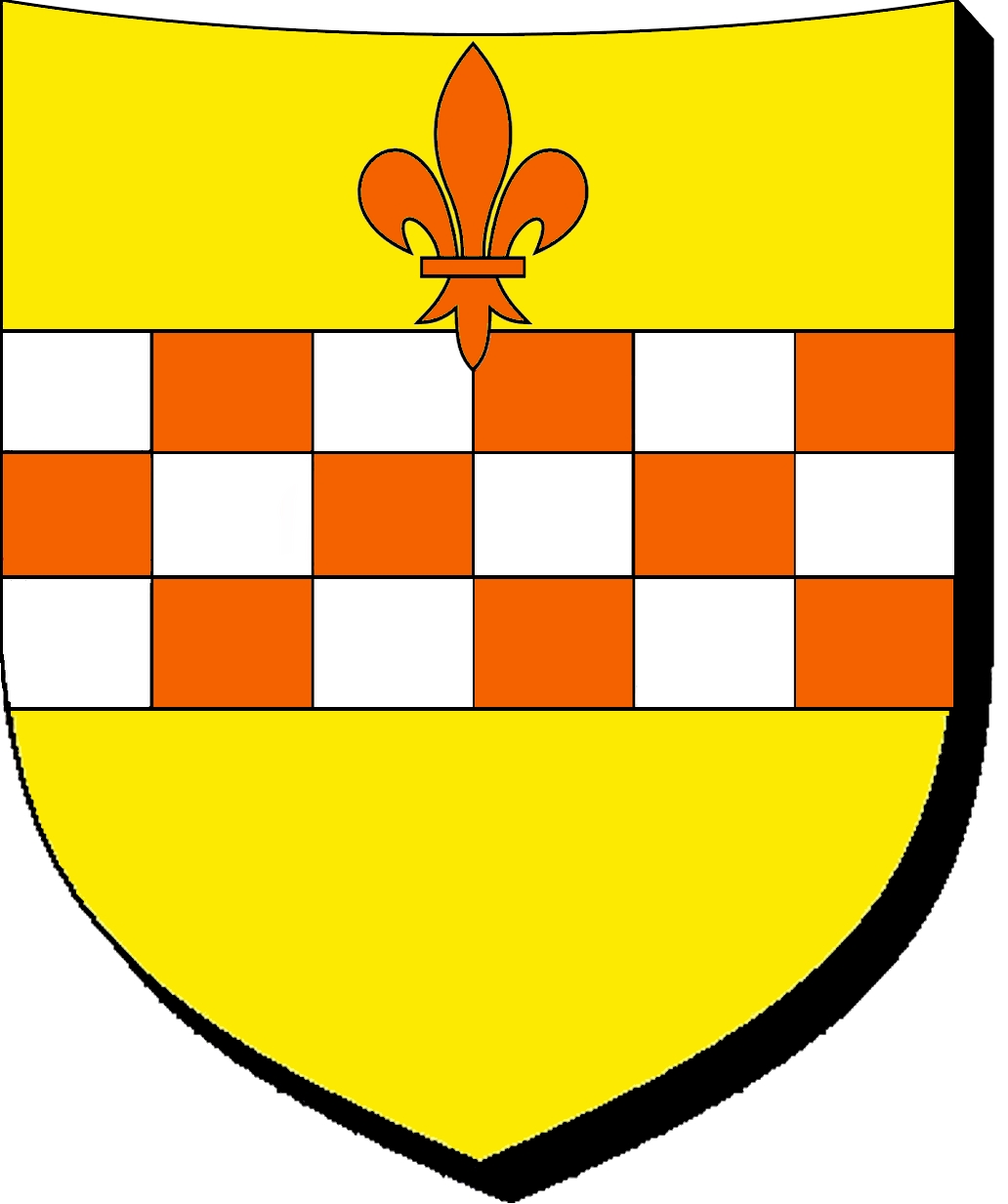
Armoirie de la branche française

## Personnalités
- Tomassina, morte à Gênes en 1505, femme de Luca. Elle tomba amoureuse de Louis XII lors de son passage à Gênes en 1502, tint avec lui une correspondance enflammée, et mourut de tristesse quelques jours après avoir appris la maladie de son amant platonique[2].
- Ambrogio Spinola, né à Gênes en 1569, mort à Castelnuovo Scrivia le 25 septembre 1630, général italien au service de l'Espagne, comme son frère Federico. Il prend Ostende en 1604 face à Maurice de Nassau. De passage à Paris, il rencontre Henri IV, qui l'interrogea sur ses projets afin de renseigner son allié Nassau, pensant que le général allait dire le contraire de ce qu'il pensait faire... Spinola ayant dit la vérité, Henri IV commenta : Les autres trompent en mentant ; cet Italien m'a trompé en disant la vérité. Retournant aux Pays-Bas, il oblige Nassau à lever le siège de Gand. Au début de la guerre de Trente Ans, il conquiert une partie du Palatinat en 1620 en faveur de l'empereur, il échoue devant Berg-op-Zoom aux Pays-Bas, mais s'empare de Bréda en 1625 après un long siège. De retour à Madrid en 1628, il ne peut obtenir du roi la cessation des hostilités: il est envoyé au secours du duc de Savoie, en guerre contre Louis XIII pour la succession de Mantoue. Il assiège Casal en 1630, mais son armée est affamée et épuisée par le manque de soutien de la cour d'Espagne, qui le laisse mourir de chagrin dans un château voisin. Il avait deux fils, Philippe (plus tard président du conseil de Flandres à Madrid), et Augustin (futur cardinal)[2].
- Federico Spinola, né à Gênes en 1571, mort à L'Écluse le 26 mai 1603, général italien au service de l'Espagne.

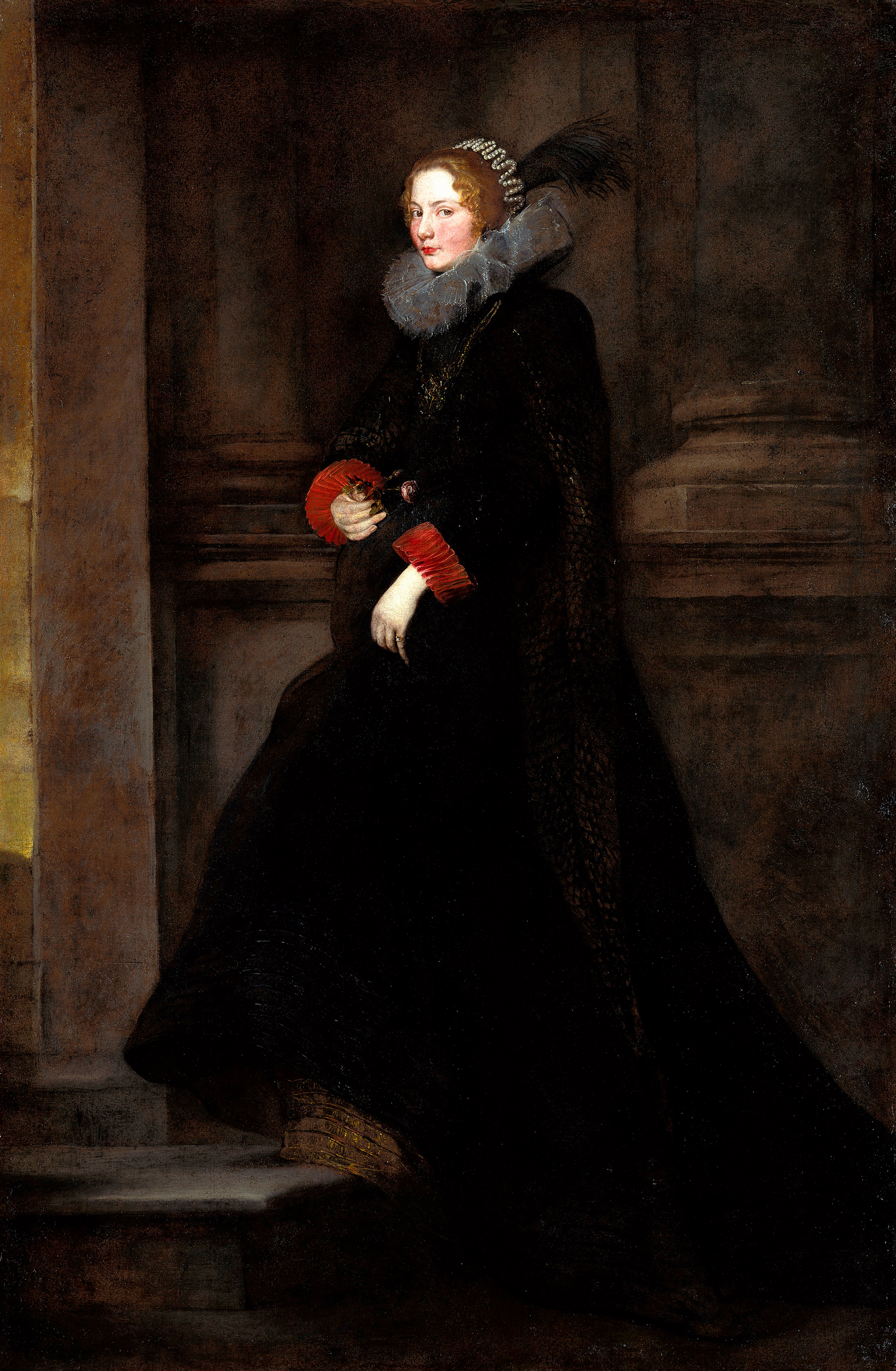
La Marquise Geronima Spinola, vers 1624
par Antoine van Dyck
Gemäldegalerie (Berlin)

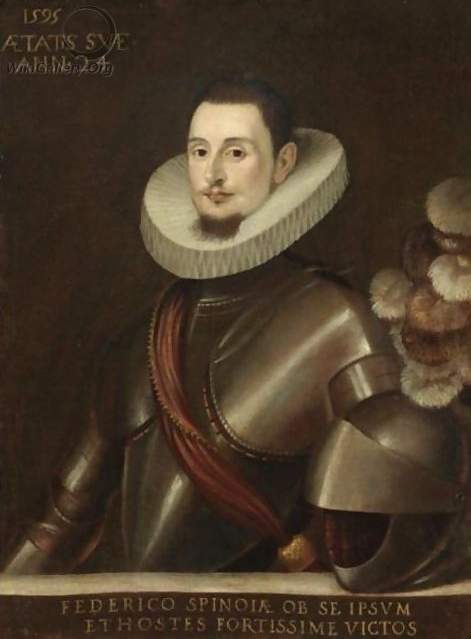
Federico Spinola, en 1595
par Federico Barocci

- Agostino Spinola (ca. 1482-1537), cardinal
- Filippo Spinola (1535-1593), cardinal
- Orazio Spinola (ca. 1547-1616), cardinal
- le Bienheureux Charles Spinola (1565-1622), jésuite, missionnaire au Japon et martyr.
- Giandomenico Spinola (1580-1646), cardinal
- Agustín Spínola (1597-1649), cardinal
- Giulio Spinola (1612-1666), cardinal
- Giambattista Spinola il vecchio (1615-1704), cardinal
- Giambattista Spinola il giovane (1646-1719), cardinal
- Niccolò Gaetano Spinola (1659–1735), cardinal
- Giorgio Spinola (1667-1706), cardinal
- Giovanni Battista Spinola (1681-1752), cardinal
- Girolamo Spinola (1713-1784), cardinal
- Ugo Pietro Spinola (1791-1858), cardinal
- Massimiliano Spinola (1780-1857), entomologiste italien.
- Simonetta Vespucci (1453 - 1476), née Simonetta Cattaneo Spinola, surnommée « la bella Simonetta » ou « la Venus de Boticelli », fille de Cattocchia Spinola, et Gaspar Cattaneo della Volta.